# Atens
Atens ist ein Stadtteil der niedersächsischen Stadt Nordenham im Nordosten des Landkreises Wesermarsch an der Wesermündung.

## Geschichte

### Erste Besiedlung
Schon seit dem 1. Jh. v. Chr. kann eine Siedlung auf einer Wurt in Atens nachgewiesen werden. Ob der Dorfkern tatsächlich auf einer Wurt oder auf einer Geestinsel steht, ist strittig. Um 1400 lag er im damals breiten Vorland des Weserdeichs am Nordufer der Heete und weniger als 500 m vom Westufer der Weser entfernt.

### Mittelalter

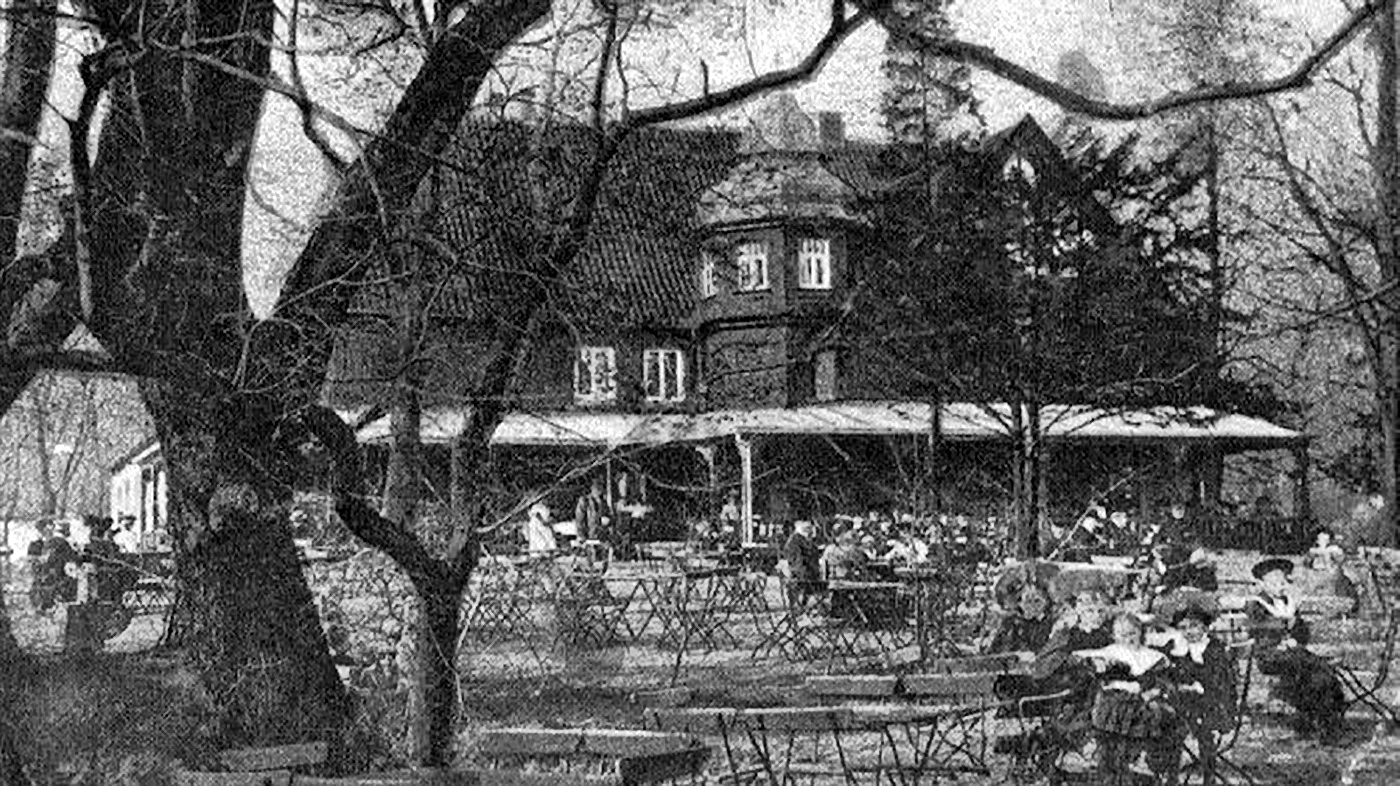
Die Friedeburg

Im Jahre 1404 bauten die Bremer nahe dem Dorf Atens eine Befestigungsanlage, die Vredeborch (‚Friedeburg‘). Von hier aus zogen sie gegen die aufständischen Einwohner Butjadingens und Stadlands zu Felde. Der nördliche Teil der Wesermarsch war zu diesem Zeitpunkt noch eine Insel und wurde durch die Heete vom Festland getrennt. Erst um das Jahr 1450 wurde die Heete durchdeicht. Die Gaststätte Friedeburg des Kaufmanns Wilhelm Müller wurde 1956/57 abgerissen, um der Stadthalle Nordenhams Platz zu machen. Hier soll auch die ehemalige Vredeborch gelegen haben.
Die Präsenz der Bremer sorgte einerseits für Misstrauen von Seiten der Oldenburger Grafen, die selbst ihre Macht über Butjadingen ausweiten wollten, und andererseits für Konflikte mit den übrigen Butjadinger Häuptlingen, die Fehden gegen die Bremer ausriefen. Im Zuge dieser Konflikte stellten sich auch die Söhne des Stadländer Häuptlings Dide Lubben (Didde Lübben), Dude und Gerold, gegen die Bremer. 1418 überfielen sie die „Friedeburg“ zusammen mit ca. 50 weiteren Männern. Der Überfall scheiterte und die beiden Lubbens wurden in Bremen hingerichtet. Der Sage nach habe der jüngere Bruder Gerold den abgeschlagenen Kopf seines Bruders Dude aufgehoben und geküsst. Ob dieser Brudergeste bot der Bremer Rat Gerold die Freiheit, wenn er eine Bürgertochter ehelichen würde. Gerold lehnte dies jedoch ab, er würde sich die Freiheit lieber erkaufen. Dies wurde vom Rat der Bremer abgelehnt und auch er wurde hingerichtet. Die Hinrichtungsszene wurde 1894 in einem Gemälde des Malers Hugo Zieger unter dem Titel Der Bruderkuß als Symbol des friesischen Freiheitswillens umstilisiert. Das Gemälde ist im Museum Nordenham ausgestellt.

### Kloster Atens
1505 begann die kurze Geschichte des Karmeliterklosters zu Atens, das vermutlich an der Stelle der heutigen St.-Marien-Kirche stand. Der Prior des Karmeliterklosters zu Appingen bei Greetsiel und Vertraute Edzards I., Johannes Kruse, versuchte, einen Konvent der Karmeliter in Atens zu etablieren. 1513 wird das neue Kloster in den Karmeliterorden aufgenommen. Johannes Kruse blieb mit Unterbrechungen bis 1528 der Prior des Klosters Atens, sein Nachfolger wurde Petrus de Monte. Aber bereits 1530 scheint die Reformation im Kloster ihren Widerhall gefunden zu haben, da es im Karmeliterorden als verödet gemeldet wurde.

### Neuzeit
Die Weihnachtsflut 1717 forderte in den vier Kirchspielen Abbehausen, Atens, Blexen und Esenshamm 800 Opfer.
1876 wird die Butjadinger Zeitung durch Wilhelm Böning gegründet, die zweimal wöchentlich erscheint. 1886 zieht die Zeitung nach Nordenham um, ab 1949 trägt das Blatt den Titel Kreiszeitung Wesermarsch.

### Ab 19. Jahrhundert
Seit der Mitte des 19. Jahrhunderts entwickelte sich aus der Gemeinde Atens die heutige Stadt Nordenham. Durch die Industrialisierung siedelten sich um die Jahrhundertwende viele Industriebetriebe im Nordenhamer Teil der Gemeinde Atens an. Bei dem Gut Nordenhamm wurde 1864 der erste Lagerschuppen gebaut und der Norddeutsche Lloyd (NDL) baute hie einen zweiten Anleger für den Personenverkehr. Vor dem Gut wurde dazu auf einem Schiff die erste Gaststätte eröffnet. 1868 entsteht auf dem Deich das Hotel Zum Grauen Ochsen durch Wilhelm Müller. 1873 erwarb die Großherzoglich-Oldenburgische Eisenbahn das Gebäude und baute es zum Bahnhof in Atens aus für die neue eingleisige Bahnstrecke Hude–Nordenham. Eine Ziegelei bei Gut Schützfeld bestand nur von  1875 bis 1880. 1879 entstand auf dem Groden nahe der Bahn ein Lager für Ölfässer in 29 Schuppen mit einer Gesamtfläche von fast 14000 m ². Die Ausfuhr von Vieh hingegen nahm stark ab. In den 1880er-Jahren wurden die Hafenanlagen mit sechs Anlegebrücken und ein Personenanlegerausgebaut. Ab 1890 wurde das Öl durch Tanker zum stark wachsenden Hafen transportiert. Der NDL fertigte während des Ausbaus der Häfen in Bremerhaven seine Schnelldampfer von 1891 bis 1897 hier ab und der Hafen musste mehrmals um- und ausgebaut werden.
In der damaligen Landgemeinde Atens/Nordenham lebten am Ende der Gründerjahre rund 6000 Einwohner, 1910 bereits 8000, von denen allerdings nur rund 1500 in Atens wohnten. Die Gemeinde versuchte ab 1907, zur Stadt erhoben zu werden. Am 1. Mai 1908 wurde Nordenham das Stadtrecht II. Klasse verliehen, Atens wurde zum Stadtteil.
Die denkmalgeschützte Schule Atens von 1955 ist heute eine Grundschule.

## Denkmäler, Baudenkmäler
In der Liste der Baudenkmale in Nordenham werden für Atens 24 Gebäude oder Anlagen aufgeführt u. a.:
- Kirche St. Marien aus dem 17. Jahrhundert
- Kirchplatz Atens mit Kirche, Friedhof, Graft und Pastorat sowie Grünanlagen
- Friedeburgpark mit Stadthalle und Park
- Wohnhaus Wehrdeich 16 von um 1750

Im Bürgerpark stehen das Kaiser-Wilhelm-I.-Denkmal und ihm gegenüber das Bronzestandbild des Kaufmanns und Kommunalpolitikers Wilhelm Müller.

## Söhne und Töchter der Gemeinde
- Günther Erdmann (1907–1980), deutscher Jurist und Diplomat, Generalkonsul in Casablanca
- Wilhelm Müller, (1821–1899), Kaufmann und Kommunalpolitiker